# Mapa numeryczna
Mapa numeryczna – mapa w formie cyfrowej, której obiekty przedstawione są w formie obrazów wektorowych. Mapa numeryczna może być częścią Systemu Informacji Geograficznej. Pełni wtedy funkcję środka do wizualizacji danych geograficznych zawartych w bazie. 
Wprowadzenie technologii informatycznej do działu kartografii zajmującego się tworzeniem map zrewolucjonizowało sposób przedstawiania informacji na mapach oraz przetwarzania tych informacji. Pierwsze mapy numeryczne były wyłącznie zbiorem elementów wektorowych (punktów, linii oraz wielokątów). Później, po wdrożeniu obiektowości, wydzielone obiekty mapy numerycznej wiązano z odpowiadającymi im rekordami w bazie danych, nazywanych atrybutami; zbiór wartości, które może przyjmować atrybut nazywa się dziedziną – można wyróżnić dwa ich rodzaje: ciągłe (atrybut mogący przyjmować wartość ze zbioru nieprzeliczalnego, zwykle liczb rzeczywistych, np. [dodatnia] średnica obiektu) oraz dyskretne (atrybut mogący przyjmować wartość ze zbioru przeliczalnego, zwykle skończonego, np. liczb całkowitych albo naturalnych, czy jeden element z pewnej ich listy). W ten sposób ze zwykłego obrazka w komputerze mapa numeryczna stała się ważnym narzędziem w procesach decyzyjnych. Technologia Systemów Informacji Geograficznej rozszerzyła możliwości wykorzystania map numerycznych stosując w nich tematyczne warstwy rastrowe - przykładem ortofotomapa, gdzie zdjęcia z satelity lub samolotu czy drona są nakładką grafiki rastrowej w postaci wypełnienia wielokątów z podaniem współrzędnych każdego z narożnika, nie może jednak być traktowana jako bezpośrednia składowa mapy numerycznej.
Mapę numeryczną można utworzyć kilkoma sposobami z użyciem różnych metod pozyskiwania danych geograficznych:
- geodezyjne pomiary bezpośrednie – po pomiarze terenowym, jego wyniki są wprowadzane do komputera i odpowiednio przetwarzane do postaci mapy numerycznej;
- digitalizacja map kreskowych – polega na przetworzeniu mapy z postaci papierowej do postaci numerycznej z użyciem: digitizera lub skanera. Zeskanowany obraz jest następnie rektyfikowany oraz wektoryzowany na ekranie komputera.
- metody fotogrametryczne – polegają na wykorzystaniu zdjęć lotniczych oraz naziemnych do pozyskiwania danych;
- metody teledetekcyjne – polegają na wykorzystaniu obrazów satelitarnych utworzonych przez specjalne skanery umieszczone na pokładach satelitów.

Niewątpliwą zaletą map numerycznych jest łatwość aktualizacji oraz możliwość natychmiastowej publikacji w trybie online. W przeciwieństwie do mapy analogowej, mapa cyfrowa prezentowana jest w zmiennej skali.

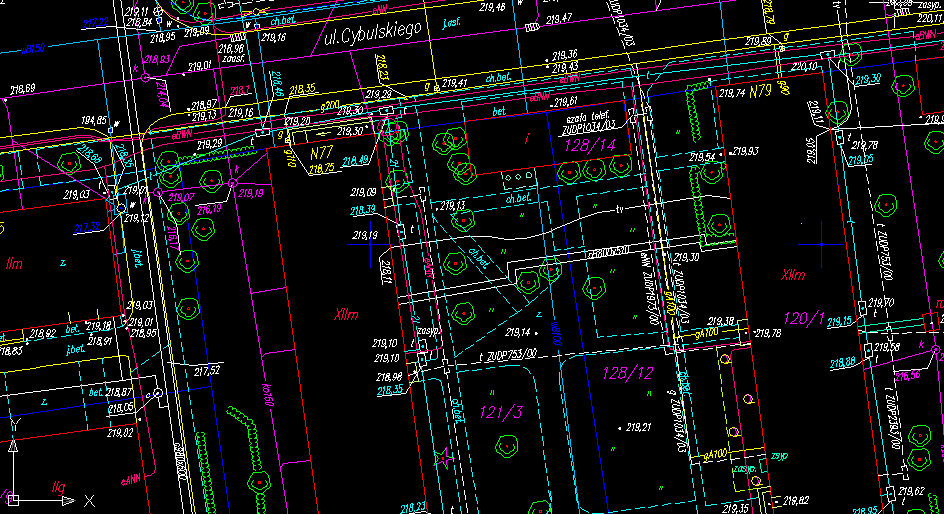
Przykład mapy numerycznej na ekranie monitora komputerowego